# Erik Holmgren
För andra betydelser, se Erik Holmgren (olika betydelser).
Erik Albert Holmgren, född den 7 juli 1872 i Adolf Fredriks församling, Stockholm, död den 18 mars 1943 i Uppsala, var en svensk matematiker. Han var son till professor Hjalmar Holmgren och bror till Anders Holmgren.
Holmgren blev docent i matematik vid Uppsala universitet 1898 och var 1909-1937 professor vid samma lärosäte. Han invaldes 1924 i Vetenskapsakademien. Han utövade en rik vetenskaplig författarverksamhet, varvid han särskilt lämnat betydande bidrag till teorin för partiella differentialekvationer.